# Sarcophaga metopina
Sarcophaga metopina är en tvåvingeart som beskrevs av Villeneuve 1908. Sarcophaga metopina ingår i släktet Sarcophaga och familjen köttflugor.
Artens utbredningsområde är Kanarieöarna. Inga underarter finns listade i Catalogue of Life.